# Friendly Versilia
 (novembre 2015).
Si vous disposez d'ouvrages ou d'articles de référence ou si vous connaissez des sites web de qualité traitant du thème abordé ici, merci de compléter l'article en donnant les références utiles à sa vérifiabilité et en les liant à la section « Notes et références ».

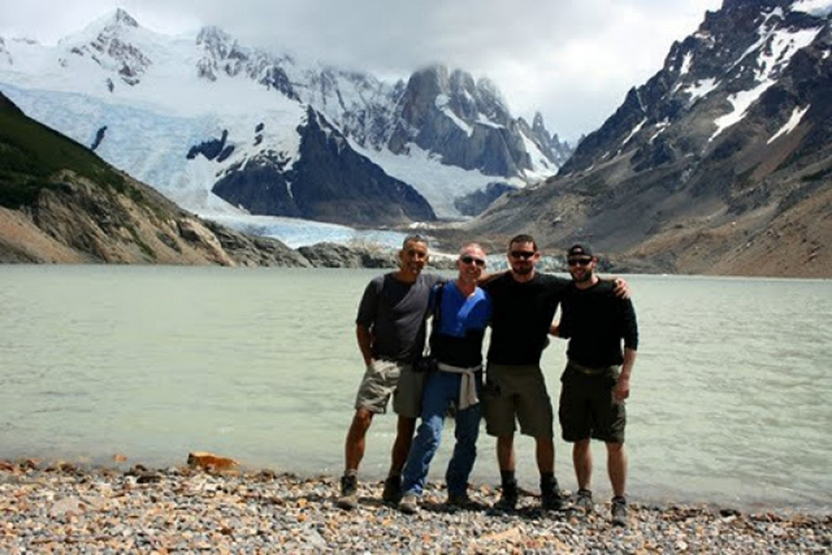
Friendly versilia.

Friendly Versilia est un projet né en 1998 à l’initiative de l'association Arcigay locale pour promouvoir l'offre touristique dédiée aux gays et lesbiennes dans la région de Versilia, tout spécialement dans les villes de Viareggio et Torre del Lago. Aujourd'hui, c'est l'une des attractions les plus importantes du tourisme gay en Italie.

## Histoire
Déjà dans les premières années 1960, les habitants de Torre del Lago racontent que les plages (notamment la plage libre de la Lecciona avec ses dunes naturelles), est une destination du tourisme LGBT, en raison notamment de la proximité du Festival Puccini, festival lyrique prisé des gays[réf. nécessaire].
L’histoire de Friendly Versilia nait le 26 février 1998 : l'association Arcigay de Pisa reçoit le témoignage des propriétaires gay-friendly d’un local sur la Marine di Torre del Lago. Ils se plaignent des contrôles continus que la police locale exerce sur les seuls clients homosexuels de leur restaurant.
L'Arcigay intervient dans la presse et écrit au Garant pour la protection des données personnelles et suggère à la commune d' « encourager le tourisme gay, comme il commençait à être dans l’Europe entière ».
Riccardo Bertini, alors conseiller municipal pour le tourisme de Viareggio répond  positivement. Ainsi nait Friendly Versilia qui devient le « circuit de qualification de la présence touristique gay et lesbienne » à Viareggio et Torre del Lago. En mai 1998 un guide touristique destiné au gays est imprimé à 20 000 exemplaires. Pour présenter  l'initiative il y aura Riccardo Bertini, conseiller municipal pour le tourisme de Viareggio, Marialina Marcucci,  vice-Président de la région Toscane, Franco Grillini, alors président de Arcigay Nazionale et Alessio De Giorgi, président de l'Arcigay de Pise.

### Les polémiques et l'agression
Les polémiques n'ont pas manqué, surtout après que la revue italienne Panorama publie un vaste article: les membres de la droite politique de la ville s'exprime violemment et plusieurs fois contre cette initiative, accusant ses organisateurs de vouloir constituer un ghetto. Ces politiques souhaitent que la présence homosexuelle soit dispersée sur toute la région et non pas regroupée à Torre del Lago.
L'année 1999 sera une des plus difficiles pour Friendly Versilia. Cela commence avec un violent débat dans la circonscription de Torre del Lago à propos du tourisme  gay. Des propos offensant et des insultes  sont proférés à l'encontre des représentants d'Arcigay et le drame est inévitable : au soir du 19 août, les rives du Lac de Massaciuccoli accueille une soirée de cabaret organisée par Arcigay et financée par la commune de Viareggio avec des artistes gay, comme Alessandro Fullin. Des personnes inconnues, pour empêcher le spectacle, détruisent le loge, puis poussent des hurlements et profèrent des insultes pendant le spectacle.
L'évènement de Torre del Lago fait la une de la presse nationale : « Insulti e minacce, interrotto lo show gay. Aggressione in mezzo alla folla a Torre del Lago, tra i dimostranti alcuni consiglieri di Alleanza nazionale » dans La Stampa,  « Versilia, assalto alla festa gay. "Finirete nei forni crematori". Squadraccia in azione a Torre del Lago: urla e botte impediscono lo svolgimento di una serata di cabaret » dans La Repubblica[réf. nécessaire], « (...) intollerabile atto di squadrismo » selon le quotidien L'Unità[réf. nécessaire]. 
Marco Marcucci, maire de Viareggio, signe un article dans le journal toscan Il Tirreno où il défend l'initiative en déclarant que «le tourisme homosexuel sera pour Viareggio un motif d'orgueil ». L'intervention de Massimo D'Alema, alors chef du gouvernement va dans le même sens[réf. nécessaire] ainsi que celle de Laura Balbo alorsMinistro per le Pari opportunità. L'association Arcigay dénonce également ces évènements.
L'année 2000 est l'année la plus sereine pour les organisateurs de Friendly Versilia qui devient alors une association d'entreprises. Rome accueille la WorldPride en 2000. La circonscription de Torre del Lago tente de d'empêcher l'organisation d'un pour le 15 août, mais dans un coup de théâtre, Arcigay retire sa demande d'autorisation organise une boom sur le port de Torre del Lago, avec un show des Hostess di Volo, groupe milanais de drag queen dans une tente improvisée sur un petit Ape Piaggio 50 (??). L'année 2000 est enfin marquée par l'inauguration du premier bed and breakfast gay a Torre del Lago, le premier d’une série très longue.

### Les polémiques se calment
Durant les années suivantes, les polémiques se calment très lentement mais n'ont pas disparu bien que le climat soit plus calme. La réalité économique que représente maintenant Friendly Versilia contredit les personnes qui, dans un premier moment, refusaient l’idée que la communauté gay sorte de son clandestinité et puisse s'organiser en structures gay et gay-friendly tout en rendant Torre del Lago la plus célèbre des destinations gay d’Italie. 
Le développement du bâti est rapide sur le front de mer de Torre del Lago. En trois ou quatre années, de nombreux restaurants, boites, bars gay et pubs voient le jour. Cette popularité provoque un nouveau conflit avec la population locale : ce nouvel élan touristique marqué par un affluence record le samedi provoque des embouteillages. Aucune solution n'a encore été trouvée.
En 2005 les adhérents à Friendly Versilia forment un consortium, tandis que la région Toscane décide d'accorder un financement au projet d’une campagne de communication en Italie et en Europe : c’est la une des premières fois qu'un organisme public  soutient un projet de tourisme LGBT en Italie.
Aujourd’hui les organisateurs  estiment que Friendly Versilia attire environ 100 000 touristes italiens et européen chaque année. Dans le calendrier des initiatives, depuis avril jusqu’à septembre, il y a, à la mi-août le Friendly Versilia Mardi Gras, en semaine des évènements, soirées, concerts avec des artistes internationaux comme Gloria Gaynor et Village People. Lee même mois Friendly Versilia organise les soirées pour la finale de l’élection de Miss Italia Trans, le concours national pour nommer la transsexuelle la plus belle d’Italie, une semaine dédiée aux Lesbiennes, et un tournoi de volley pour les athlètes gay nommé Friendly Versilia Cup.

### Des épisodes d'homophobie
Les années 2006 et 2007 sont marquées par des cas de violence homophobe : au mois de juin 2006 le cuisinier d’un bar gay est victime d'une agression par trois garçons qui utilisent comme sonnerie de téléphone portable, Faccetta nera une chanson typiquement fasciste. Dans les premiers jours d’août, la force politique néo-fasciste Forza Nuova annonce une manifestation contre le Friendly Versilia Mardi Gras, mais elle est interdite par la préfecture de police.
À la fin du mois, les chroniques locales relatent le récit d’une lesbienne qui a subi les violences de deux garçons de Viareggio dans la pinède. La polémique explose et la ville de Viareggio se mobilise pour l’organisation d’une manifestation de protestation pour le 16 septembre jour anniversaire de libération de la ville du nazi-fascime.
Au mois de mai 2007 un jeune garçon gay de Pise est victime d'une agression devant une discothèque. Au mois de juillet les propriétaires d’un bed and breakfast sont menacés de mort par des voisins et ils sont victimes d'actes de vandalisme. Enfin quatre lesbiennes se plaignent d'avoir fait l'objet d'une agression de la part de leur voisins d’appartement, parce qu'elles faisaient trop de bruit.

## Friendly Versilia aujourd'hui
En 2008, le consortium regroupe cinquante-six entreprises[réf. nécessaire], dont huit bars gay bar et discothèques, un établissement balnéaire gay, quatre restaurants, onze bed and breakfast avec des propriétaires gay ou gay-friendly, vingt-et-un hôtels et deux campings gay-friendly, un voyagiste spécialisé dans le tourisme gay, une salle de gymnastique, une borne Internet, un centre esthétique et d'autres activités commerciales et culturelles.
Au mois de septembre 2006, Friendly Versilia a organisé le premier symposium  en Italie de IGLTA, l’Organisation internationale du tourisme gay.

## Le Friendly Versilia Mardi Gras
Le festival Friendly Versilia commence chaque année en mai et s'achève en septembre, mais la manifestation principale est, sans doute, le Mardi Gras, nommé de cette manière pour rendre hommage à la tradition de Viareggio, très liée au carnaval, mais surtout pour rappeler une des évènements LGBT les plus connus au monde le Sydney gay and lesbian Mardi Gras, qui, chaque année, attire des  millions de touristes du monde entier dans la métropole australienne.
Le Mardi Gras a lieu courant août et il attire, en moyenne, 50 000 spectateurs lors de quatre ou cinq soirées de spectacle. La première édition a eu lieu en 1999, mais les éditions les plus importantes ont lieu depuis 2001. La direction artistique, de 2002 à 2006, est dévolue à l’artiste Fabio Canino. Depuis 2007 elle est passée a Giorgio Bozzo, manager des artistes gay les plus importants en Italie, comme la drag queen Platinette et le chanteur Gennaro Cosimo Parlato.

### Les principaux artistes ayant participé
- 2001 : Les Chanteuses Paola et Chiara et  Nilla Pizzi. Le réalisateur Ferzan Özpetek est élu le personnage gay de l’année pour le film Tableau de famille.
- 2002 : Les chanteuses Rita Pavone, Ambra Angiolini et Sabrina Salerno. L’artiste Amanda Lear est nommée le personnage gay de l’année.
- 2003 : La chanteuse Dolcenera, le chanteur  Paolo Meneguzzi et  Vladimir Luxuria.  Franco Berbero est nommé le personnage gay de l’année.
- 2004 : La chanteuse Gloria Gaynor, Jimmy Somerville, le transformiste Ennio Marchetto et la drag queen Billy More.  L’artiste du cirque Moira Orfei est nommée le personnage gay de l’année.
- 2005 : Le premier concert italien en Italie des  Village People, Alcazar, Gennaro Cosmo Parlato avec le chœur du Festival Puccini et, pour la deuxième fois, Dolcenera.  Niki Vendola, le premier président gay de région, est nommé  le personnage gay de l’année.  Il y a aussi des candidats aux élections politiques gay-friendly pour la gauche, comme Fausto Bertinotti, Antonio Di Pietro, Alfonso Pecoraro Scanio et Ivan Scalfarotto.
- 2006 : Le groupe musical Ricchi e Poveri, les chanteuses Dolcenera et Jenny B, les chanteurs Luca Dirisio et Pago. Le parlementaire Vladimir Luxuria est nommée le personnage gay de l’année, avec Daniele Capezzone. La soirée finale se passe au Théâtre du Festival Puccini, avec un récit de Gennaro Cosmo Parlato, avec la drag-queen Platinette et la chanteuse Patty Pravo.
- 2007 : Le groupe cover officiel des ABBA, Bjorn Again, les artistes du programme de télévision Amici di Maria De Filippi-Amici avec Platinette, le transformiste  Ennio Marchetto, des groupes des drag queen italiens, norvégiens et espagnols   pour le Drag Queen Gala. Les présentateurs ont été Costantino della Gheradesca et la drag queen Regina Miami. Le journaliste et auteur de télévision Maurizio Costanzo est élu personnage gay de l’année.  Il y avait aussi Marco Cappato et Aurelio Mancuso. L’émetteur satellite Sky Vivo suit toute la manifestation.

Depuis 2006 le festival s’appelle Citroën Mardi Gras, parce que la maison française devient principal sponsor de l’évènement.

## LesWeek